# Blanca March Almenara
Blanca March Almenara (Valencia, 1473 - Játiva, 1508), también conocida como Blanquina March fue la madre del filósofo y humanista valenciano Luis Vives. Blanquina fue pariente del poeta valenciano Ausias March.

## Biografía
Hija de judíos, se convirtió al cristianismo en 1491, a los dieciocho años, justo un año antes del decreto de expulsión de los judíos.
Su marido fue Luis Vives Valeriola, pequeño comerciante de Valencia y también judío converso. En 1492 nació su hijo Luis Vives y March, humanista español.
En 1501 su marido fue detenido y se siguió un proceso contra él por ser judaizante. El Santo Oficio había descubierto una sinagoga clandestina en la casa de Castellana Guions, viuda de su hermano Salvador Vives. Lo dejaron en libertad sin haber recibido ningún castigo.
Blanquina murió en Játiva a consecuencia de la peste que se declaró en la ciudad en 1508. Fue enterrada en el cementerio de Santa Catalina en Alcira. Al año siguiente, el padre envió a Luis Vives a estudiar a La Sorbona (París).

## Proceso por herejía
En 1522, su viudo fue detenido nuevamente. En esta ocasión sí fue condenado a la hoguera y se le confiscaron todos sus bienes. Se cumplió la sentencia en 1524. Su hijo Luis rechazó la oferta de la Universidad de Alcalá de Henares por temor a que la Inquisición le persiguiera.
Las hijas del matrimonio, Beatriz y Leonor, reclamaron el derecho sobre los diez mil sueldos que su madre, Blanquina March, había aportado al matrimonio en concepto de dote, cantidad que aparecía en el balance de los bienes confiscados a su padre. Ganaron el pleito en 1527 y recibieron parte de la devolución. Para evitar pagar el resto la Inquisición incoó un proceso contra Blanquina -muerta hacía veinte años- por medio del inquisidor Arnau Alberti. Como consecuencia, el 31 de enero de 1530 fue condenada por herejía, desenterrada y quemada en efigie. Sus hijas fueron privadas de todo derecho sobre los bienes familiares, tanto paternos como maternos.